# Filip Koudela
Filip Koudela (30 de abril de 1953) es un deportista checoslovaco que compitió en remo. Ganó tres medallas en el Campeonato Mundial de Remo entre los años 1974 y 1977.

## Palmarés internacional
| Campeonato Mundial | Campeonato Mundial       | Campeonato Mundial | Campeonato Mundial |
| Año                | Lugar                    | Medalla            | Prueba             |
| ------------------ | ------------------------ | ------------------ | ------------------ |
| 1974               | Lucerna (Suiza)          | Medalla de bronce  | Cuatro scull       |
| 1975               | Nottingham (Reino Unido) | Medalla de plata   | Cuatro scull       |
| 1977               | Ámsterdam (Países Bajos) | Medalla de plata   | Cuatro scull       |